# John Stone Stone
John Stone Stone (24 de setembro de 1869 — 20 de maio de 1943) foi um matemático, físico e inventor estadunidense.

## Patentes
| - Patente E.U.A. 0 469 475 - Electric cable (1892) - Patente E.U.A. 0 487 102 - Development and distribution of electricity (1892) - Patente E.U.A. 0 577 214 - Resonant electric circuit (1897) - Patente E.U.A. 0 578 275 - Electric Circuit, filed 10 September 1896, issued 2 March 1897 - Patente E.U.A. 0 623 579 - Differential electromagnet (1899) - Patente E.U.A. 0 714 756 - Method of selective electric signaling (1902) - Patente E.U.A. 0 717 467 - Method of electrical distribution (1902) - Patente E.U.A. 0 717 509 - Method of relaying space telegraph signals (1902) - Patente E.U.A. 0 717 510 - Method of relaying space telegraph signals (1902) - Patente E.U.A. 0 717 511 - Method of tuning vertical wire oscillators (1902) - Patente E.U.A. 0 717 512 - Tuned electric oscillator (1902) - Patente E.U.A. 0 717 513 - Method of relaying space telegraph signals (1902) - Patente E.U.A. 0 717 514 - Apparatus for relaying space telegraph signals (1902) - Patente E.U.A. 0 717 515 - Method of electrical distribution (1902) - Patente E.U.A. 0 767 970 - Apparatus for simultaneously transmitting and receiving space telegraph signals (1904) - Patente E.U.A. 0 767 971 - Wireless telegraph receiving device (1904) - Patente E.U.A. 0 767 972 - Method of receiving space telegraph signals (1904) - Patente E.U.A. 0 767 973 - Method of increasing the effective radiation of electromagnetic waves (1904) - Patente E.U.A. 0 767 974 - Apparatus for increasing the effective radiation of electromagnetic waves (1904) - Patente E.U.A. 0 767 975 - Space telegraphy (1904) - Patente E.U.A. 0 767 976 - Space telegraphy (1904) - Patente E.U.A. 0 767 977 - Space telegraphy (1904) - Patente E.U.A. 0 767 978 - Space telegraphy (1904) - Patente E.U.A. 0 767 979 - Space telegraphy (1904) - Patente E.U.A. 0 767 980 - Space telegraphy (1904) - Patente E.U.A. 0 767 981 - Space telegraphy (1904) - Patente E.U.A. 0 767 982 - Space telegraphy (1904) - Patente E.U.A. 0 767 983 - Space telegraphy (1904) - Patente E.U.A. 0 767 984 - Space telegraphy (1904) - Patente E.U.A. 0 767 985 - Space telegraphy (1904) - Patente E.U.A. 0 767 986 - Space telegraphy (1904) - Patente E.U.A. 0 767 987 - Space telegraphy (1904) - Patente E.U.A. 0 767 988 - Space telegraphy (1904) - Patente E.U.A. 0 767 989 - Space telegraphy (1904) - Patente E.U.A. 0 767 990 - Space telegraphy (1904) - Patente E.U.A. 0 767 991 - Space telegraphy (1904) - Patente E.U.A. 0 767 992 - Space telegraphy (1904) | - Patente E.U.A. 0 767 993 - Space telegraphy (1904) - Patente E.U.A. 0 767 994 - Space telegraphy (1904) - Patente E.U.A. 0 767 995 - Space telegraphy (1904) - Patente E.U.A. 0 767 996 - Space telegraphy (1904) - Patente E.U.A. 0 767 997 - Space telegraphy (1904) - Patente E.U.A. 0 767 998 - Space telegraphy (1904) - Patente E.U.A. 0 767 999 - Space telegraphy (1904) - Patente E.U.A. 0 768 000 - Space telegraphy (1904) - Patente E.U.A. 0 768 001 - Space telegraphy (1904) - Patente E.U.A. 0 768 002 - Space telegraphy (1904) - Patente E.U.A. 0 768 003 - Space telegraphy (1904) - Patente E.U.A. 0 768 004 - Space telegraphy (1904) - Patente E.U.A. 0 768 005 - Space telegraphy (1904) - Patente E.U.A. 0 802 417 - Space telegraphy (1905) - Patente E.U.A. 0 802 418 - Space telegraphy (1905) - Patente E.U.A. 0 802 419 - Space telegraphy (1905) - Patente E.U.A. 0 802 420 - Space telegraphy (1905) - Patente E.U.A. 0 802 421 - Space telegraphy (1905) - Patente E.U.A. 0 802 422 - Space telegraphy (1905) - Patente E.U.A. 0 802 423 - Space telegraphy (1905) - Patente E.U.A. 0 802 424 - Space telegraphy (1905) - Patente E.U.A. 0 802 425 - Space telegraphy (1905) - Patente E.U.A. 0 802 426 - Space telegraphy (1905) - Patente E.U.A. 0 802 427 - Space telegraphy (1905) - Patente E.U.A. 0 802 428 - Space telegraphy (1905) - Patente E.U.A. 0 802 429 - Space telegraphy (1905) - Patente E.U.A. 0 802 430 - Space telegraphy (1905) - Patente E.U.A. 0 802 431 - Space telegraphy (1905) - Patente E.U.A. 0 802 432 - Space telegraphy (1905) - Patente E.U.A. 0 884 106 - Space telegraphy (1908) - Patente E.U.A. 0 884 107 - Space telegraphy (1908) - Patente E.U.A. 0 884 108 - Space telegraphy (1908) - Patente E.U.A. 0 884 109 - Space telegraphy (1908) - Patente E.U.A. 0 884 110 - Space telegraphy (1908) - Patente E.U.A. 1 565 521 - Secret communication system (1925) - Patente E.U.A. 1 605 010 - Signaling system (1926) - Patente E.U.A. 1 683 739 - Directive antenna array (1928) - Patente E.U.A. 1 789 419 - Radio receiving system (1931) - Patente E.U.A. 1 954 898 - Radio receiving system (1934) - Patente E.U.A. 2 023 556 - Frequency selective communication system (1935) - Patente E.U.A. 2 026 712 - Composite oscillator for electromagnetic wave (1936) |